# HMS Hotspur (1870)
«Хотспур» (англ. HMS Hotspur) був броньованим паровим тараном Королівського флоту — першим у його складі військовим кораблем цього класу — озброєних і гарматами, але основною зброєю яких був таран.

## Контекст появи
Ще за часів Античності корабель, оснащений тараном, використовувався як зброя проти інших кораблів. В епоху вітрильних військових кораблів, дуже обмежених у маневреності, тактика таранних ударів перестала використовуватись. З появою парових суден, з їх підвищеною швидкістю та відсутністю залежності від напрямку від вітру, таран як потужна зброя атаки здобув авторитет у військово-морських колах та у відділах суднобудівників. Це вперше стало помітним під час Громадянської війни в США, коли кораблями обох сторін було зроблено багато спроб протаранити своїх опонентів, майже завжди безуспішно. Броненосець Конфедерації «Вірджинія» (колишній «Меррімак») протаранив та потопив федеральний дерев'яний фрегат «Камберленд», але втратив таран і зазнав значних структурних ушкоджень.
Битва, яка найбільше вплинула на перебільшену віру у таран як зброю, була битва біля Ліссою між Австрією та Італією в 1866 році. Австрійський дерев'яний паровий лінійний корабель «Фердинанд Макс» протаранив знерухомлений італійський броненосець «Ре д'Італія», який одразу перевернувся і затонув. Це призвело до того, що всі броненосні кораблі наступних сорок років оснащувались таранами, через що значна кількість кораблів була потоплена у результаті зіткнень, натомість тараном не вдалося потопити жодного іншого основного корабля будь-якої держави.

## Конструкція
«Хотспур» був сконструйований, аби брати участь у ескадреному бою, використовуючи як основну зброю свій таран. Останній висувався приблизно на 10 футів (три метри) від закінчення корпусу корабля і був посилений відгалуженням броньованого поясу.

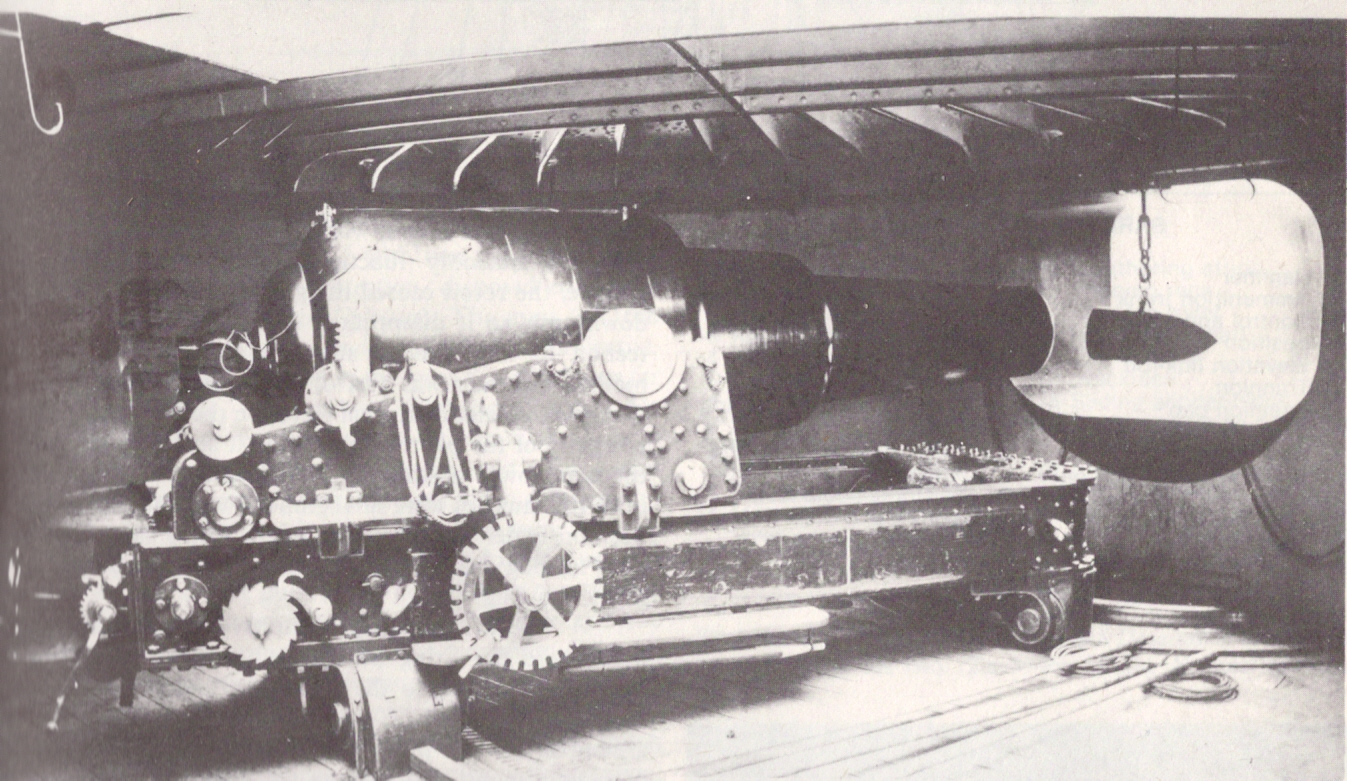
12 дюймова 25 тонна дульнозарядна нарізна гармата на борту «Хотспур». Палуба під кріпленням була поворотною, що уможливлювало наведення у кілька гарматних прортів у фіксованій броньованій башті. Один з снарядів до неї просувається через гарматний порт для заряджання.

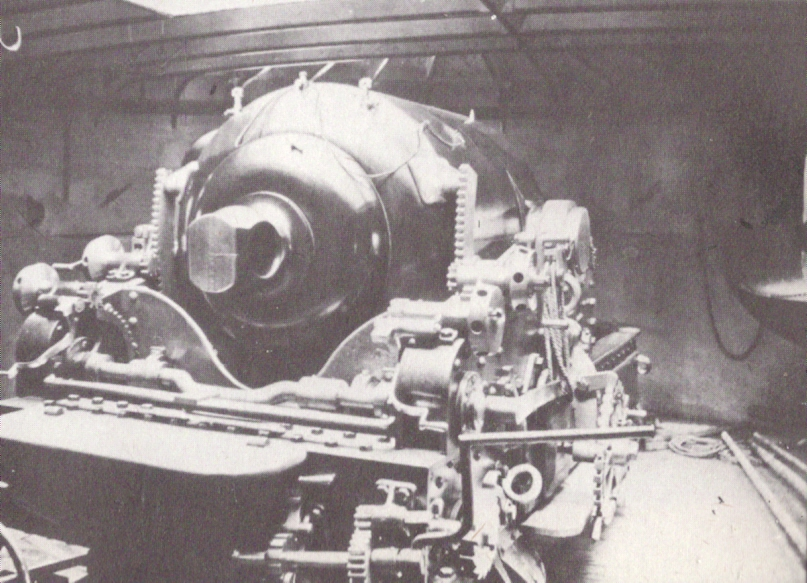
Вид на ту ж гармату ззаду

Оскільки припускалося, що рухому башту заклинить при таранному ударі, спочатку єдина 12-дюймова гармата була розміщена у нерухомому броньованому куполі, в якому були наявні чотири порти для стрільби. Втім жоден з них не дозволяв вести вогонь прямо по курсу, де мав розташовуватись ворожий корабель, який планувалося протаранити. Таким чином можна було обстріляти таку ціль тільки у випадку, якщо таранна атака не вдалася.
Оскільки максимальна швидкість «Хотспура» була меншою, ніж практично у всіх його потенційних цілей, швидко стало очевидним, що його таранні атаки на кораблі майже гарантовано будуть невдалі і корабель перестав розглядатися як корисна бойова одиниця.
Корабель було модернізовано компанією Леїрд і сини, на ньому встановили обертову башту, що містила дві 12-дюймові гармати, нові котли та додаткову броню.

## Історія служби
«Хотспур» був введений в експлуатацію в Девонпорті в 1871 році, і залишався в запасі до 1876 року. Він служила з HMS Rupert у Мармуровому морі під час російсько-турецької війни 1878 року. Потім він повернулася до Девонпорту, де залишилася до його капітальної реконструкції, здійсненої компанією Леїрд між 1881 і 1883 роками. Після цього її єдиною активною службою була участь у Ескадрі особливого призначення (для берегової оборони Британських островів) 1885 року. До 1893 року він виконував функції корабля охорони порту в Холіхеді, знову розміщений у резерв до 1897 року, після чого був відправлений для виконання функцій корабля охорони на Бермудські острови, де він пробув до продажу після виключення зі складу флоту.

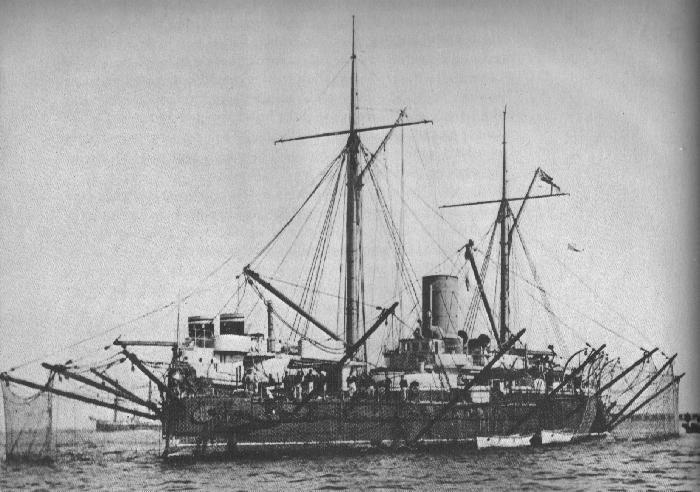
«Хотспур» із розгорненою протиторпедною сіткою.